# Sveriges flag
Det svenske nationalflag har siden 1500-tallet været Sveriges flag, dog først officielt fra 1906. Det er blåt med et gult skandinavisk kors i midten og har dermed de samme karakteristika som de andre nordiske korsflag. De blå-gule farver kendes allerede fra 1200-tallet, mens selve flagets udformning kendes først fra omkring 1500-tallet.

## Historie
Første gang, man hører om det svenske flag, er i begyndelsen af 1500-tallet under Gustav Vasa. I 1562 lød det efter kongelig forordning, at flaget skulle være "gult udi korssvijs fördeelt påå blott", hvilket betyder "gult kryds lagt på blåt".
Flagets oprindelse er uklar, men nogle påstår, at flaget skulle være blevet til i 1400-tallet som modsætning til det danske flag, Dannebrog. Danske konger var under Kalmarunionen også konger over Sverige.

## Dimensioner og farve
Nationalflaget skal ifølge svensk lov fra 1982 have forholdet 10 i højden og 16 i længden.
De indre blå felter skal være 4:5 i højde og bredde, og de ydre felter 4:9 i højde og bredde. Korsarmenes højde skal være halvdelen af de blå felters højde.
Ifølge NCS-farvesystemet skal flaget have følgende farver: Gul: NCS 0580-Y10R og Blå: NCS 4055-R95B. Farverne defineres ifølge Pantones farvesystem således: Gul: PMS 116 C og 109 U Blå: PMS 301 C eller U. Ifølge CMYK, Gul: Ec 100 % gul, 20 % magenta (Ec. X200), Blå: Ec 10 % gul, 50 % magenta og 100 % cyan (Ec. 15X0).